# Eduard Caballer Bel
Eduard Caballer Bel (Vinaroz, Castellón, España, 2 de octubre de 1981), más conocido como Edu, es un exfutbolista español. Jugaba como defensa y su último equipo fue el Villarreal Club de Fútbol "B".
El viernes 8 de enero de 2010 Edu Caballer, el capitán del Villarreal B, anunció su retirada de los terrenos de juego tras pasar 11 temporadas en las filas del Villarreal B, donde se ha convertido por derecho propio en uno de los símbolos de la cantera amarilla.
El 6 de febrero de 2010, en la previa al partido entre el Villarreal C. F. "B" y el Córdoba Club de Fútbol, Fernando Roig, presidente del Villarreal, le hizo entrega de la insignia de oro y brillantes del club por sus once temporadas en la entidad.

## Trayectoria
Edu llegó al Submarino amarillo en la temporada 99-00 procedente del club de su ciudad natal (Vinaros).
Pronto se convirtió en uno de los referentes del Juvenil A, con el que consiguió el ascenso a División de Honor ese mismo año. Al año siguiente (temporada 2000-2001), el del Baix Maestrat pasó a las filas del Onda y de nuevo al Vinaròs CF, donde fue repescado por los amarillos para el cada vez más pujante filial del Submarino
En las filas del mismo ha permanecido durante las últimas nueve campañas, donde ha vivido sus mayores éxitos a nivel deportivo. Así, el central ha acompañado al Villarreal B en nada menos que tres ascensos de categoría.

## Los tres ascensos
El primero llegó en la 02-03, cuando los de La Plana Baixa se plantaban en Tercera División tras vencer en la promoción al Hércules B. 
Cuatro años después, el filial volvía a dar la campanada con su ascenso a Segunda División B después de imponerse al CD Mirandés en la última eliminatoria. 
En la 08-09 llegó el gran salto para el vinarocense y sus compañeros, ya que el Villarreal B lograba el histórico ascenso a la División de Plata al vencer al Jaén en el último encuentro de una complicada última eliminatoria, lo que supuso el debut en el fútbol profesional del zaguero del Baix Maestrat.

## Clubes
| Club                          | País   | Año        |
| ----------------------------- | ------ | ---------- |
| Villarreal Club de Fútbol "B" | España | 1999- 2010 |